# Hanna Grotkowska
Hanna Maria Grotkowska (ur. 15 stycznia 1954, zm. 23 czerwca 1991) – polska urzędniczka państwowa, działaczka opozycyjna w PRL, w 1990 wicewojewoda ostrołęcki.

## Życiorys
Jej dziadek Jan Grotkowski był żołnierzem AK, został rozstrzelany w 1945. Córka działacza NSZZ Rolników Indywidualnych „Solidarność” Mieczysława, bratanica trenera i sędziego zapasów Józefa. W rodzinnym Przasnyszu ukończyła liceum ogólnokształcące, następnie w Warszawie odbyła studia z technologii żywności.
Pracowała jako kierownik zakładu przemysłowego w Przasnyszu. W miejscu pracy organizowała struktury NSZZ Rolników Indywidualnych „Solidarność”, zajmowała się kolportażem podziemnej prasy i organizacją spotkań we własnym mieszkaniu. W trakcie stanu wojennego została internowana. Za działalność opozycyjną została aresztowana i w 1985 skazana na karę pozbawienia wolności (odbywaną w Białymstoku). Po zwolnieniu z więzienia pozbawiona pracy przez kilka lat pracowała jako opiekunka.
W 1989 należała do założycieli Komitetu Obywatelskiego „Solidarność”. Od 1 sierpnia do 6 listopada 1990 pełniła funkcję pierwszego niekomunistycznego wicewojewody ostrołęckiego, dołączyła także do Zjednoczenia Chrześcijańsko-Narodowego. Zginęła w wypadku samochodowym w okolicy Ciechanowa, została pochowana na cmentarzu rzymskokatolickim w Przasnyszu. W 2010 odsłonięto jej popiersie w parku w Rostkowie.